# Liste der Bischöfe von Orihuela
Die folgenden Personen waren Bischöfe von Orihuela (Spanien):
- Gregorio Antonio Gallo de Andrade (1565–1577) (auch Bischof von Segovia)
- Tomás Dacio (1578–1585)
- Cristóbal Robuster Senmanat (1587–1593)
- José (Giuseppe) Esteve Juan (Stefano) (1594–1603)
- Andrés Balaguer Salvador, O.P. (1604–1626)
- Bernardo Caballero Paredes (1627–1635) (auch Bischof von Lérida)
- Juan García Arlés (1636–1644)
- Félix Guzmán, O.P. (1644–1646)
- Juan Orta Moreno (1646–1650)
- Luis Crespi de Borja (1652–1658)
- Acacio March de Velasco (1660–1665)
- José Berges (1666–1678)
- Antonio Sánchez de Castellar (1679–1700)
- José de la Torre Orumbela (1701–1712)
- José Espejo Cisneros (1714–1717) (auch Bischof von Calahorra y La Calzada)
- Salvador Rodríguez Castelblanco, T.O.R. (1717–1727)
- José Flores Osorio (1727–1738) (auch Bischof von Cuenca)
- Juan Elías Gómez Terán (1738–1758)
- Pedro Albornoz Tapia (1760–1767)
- José Tormo Juliá (1768–1790)
- Antonio Despuig y Dameto (1791–1794) (auch Erzbischof von Valencia)
- Francisco Javier Cabrera Velasco (1795–1797) (auch Bischof von Avila)
- Francisco Antonio Cebrián Valdá (1797–1815)
- Simón López García, C.O. (1815–1824) (auch Erzbischof von Valencia)
- Félix Herrero Valverde (1824–1858)
- Pedro María Cubero López de Padilla (1858–1881)
- Victoriano Guisasola y Rodríguez (1882–1886) (auch Erzbischof von Santiago de Compostela)
- Juan Maura y Gelabert (1886–1910)
- Ramón Plaza y Blanco (1913–1921)
- Francisco Javier de Irastorza Loinaz (1922–1943)
- José García y Goldaraz (1944–1953)
- Pablo Barrachina Estevan (1954–1989)
- Francisco Álvarez Martínez (1989–1995)
- Victorio Oliver Domingo (1996–2005)
- Rafael Palmero Ramos (2005–2012)
- Jesús Murgui Soriano (2012–2021)
- José Ignacio Munilla Aguirre (seit 2021)